# Teuthraustes oculatus
Espèce
Teuthraustes oculatus est une espèce de scorpions de la famille des Chactidae.

## Distribution
Cette espèce est endémique d'Équateur. Elle se rencontre dans les provinces de Chimborazo, de Cotopaxi et de Tungurahua.

## Description
Le mâle syntype mesure 46 mm et la femelle paratype 59 mm.

## Publication originale
- Pocock, 1900 : Some new or little-known Neotropical scorpions in the British Museum. Annals and Magazine of Natural History, sér. 7, vol. 5, p. 469–478 (texte intégral).